# Лидское пиво
ОАО «Лидское пиво» (Открытое акционерное общество «Лидское пиво»; бел. ААТ «Лідскае піва») — белорусская пивоваренная компания в городе Лида Гродненской области Беларуси. Принадлежит финской компании «Olvi».

## История
Пивоварня в Лиде была построена в 1876 году (в 1873 получено разрешение на строительство) лидским мещанином Носелем Заликовичем Пупко. Завод принадлежал ему и его потомкам на протяжении 3 поколений.
В 1920 году появляется первое упоминание о том, что на Лидской пивоварне произвели безалкогольный солодовый напиток и хлебный квас.
В 1937 году завод начал выпускать газированную воду и стал называться «М. и С. Пупко, солодовня и производство газированных вод в Лиде».
В 1939 году, после присоединения Западной Белоруссии Советским Союзом, завод был национализирован, прежние хозяева Пупко остались работать на заводе в качестве служащих.
В 1940 году на заводе впервые сварено «Жигулевское» пиво.
Во время Великой Отечественной войны завод продолжал работать. В 1943 году рабочие завода-евреи были угнаны в Майданек, некоторым, включая Пупко, удалось бежать к партизанам. В 1944 году, после изгнания немецких войск, Пупко ненадолго вернулись в Лиду, но затем окончательно покинули страну.
В 1960 году установлена конвейерная линия из ЧССР и линия по выпуску бутылочного пива в 0,33-литровых бутылках.
В 1962 году введен в эксплуатацию новый цех по выпуску безалкогольных напитков, построено новое квасное отделение.
В 1966 разработана рецептура и выпущено фирменное пиво «Лидское».
В 1971 Постановлением МПП БССР пиву «Лидское» присвоен «Знак качества».
В 1976 указом Президиума Верховного Совета БССР Лидский пивзавод был награждён орденом «Знак почёта». В честь столетнего юбилея создан новый вид пива «Наша марка».
В 1990 освоен выпуск нового пива «Старый замок».
В 1991 году завод преобразован в акционерное общество закрытого типа «Лидский пивоваренный завод». Права собственника перешли к коллективу предприятия.
В 1996 на Лидском пивзаводе налажен выпуск лицензионного пива «Hopfenkönig» («Король Хмеля») австрийской фирмы «Эггенберг Интернационал». Таким образом, Лидское пиво первым в Республике начало выпускать пиво по лицензии.
В 2000 АОЗТ «Лидский пивзавод» переименован в ОАО «Лидское пиво». И через год становится одним из первых пивзаводов Беларуси, запустивший линию по розливу в ПЭТ бутылки, объёмом 1,5 л.
В 2006 на предприятии началась реконструкция исторического (трёхъярусного) здания, демонтаж оборудования участка брожения и подготовительный этап для строительства нового цеха по розливу пива в ПЭТ-бутылку.
ОАО «Лидское пиво» заключило контракт с Чешской компанией NATE на приобретение укомплектованной линии для розлива пива в ПЭТ-бутылку.
В 2008 году финская Olvi PLC выкупила 51 % акций ОАО «Лидское пиво» за 16 млн долларов США.
В 2009 году был произведён рестайлинг старейшей белорусской марки «ЛИДСКОЕ». На этикетку вернулся герб, украшавший Лидское пиво более 100 лет назад.
В августе 2009 года финской компанией OLVI Oyj приобретен дополнительный пакет акций ОАО «Лидское пиво» с увеличением доли в уставном фонде до 87,85 %.
В декабре 2009 года ОАО «Лидское пиво» представило на рынок пиво «Лидское Premium». Это — первый оригинальный продукт, созданный совместными усилиями белорусских технологов и специалистов финского концерна OLVI Oyj. Кроме того, впервые в ассортименте «Лидского» появилась алюминиевая банка (0,5 л) со специальной защитной фольгой.
В 2010 году в рамках инвестиционного проекта концерна OLVI на предприятии начата глобальная реконструкция завода. В ноябре установлено новое бродильно-лагерное оборудование с 8 новыми ЦКТ (цилиндро-конические танки). В основание нового бродильного корпуса предприятия была заложена капсула с посланием потомкам. В этом же году предприятие запустило в производство новые продукты: Лидское Pilsner, сидр FIZZ, энергетик Dynami: t. Доля компании Olvi в уставном фонде ОАО «Лидское пиво» увеличилась до 91,584 %.
В августе 2011 года на заводе было введено в эксплуатацию первое в Беларуси оборудование «стерильной фильтрации» пива, что позволило предоставлять в торговые точки разливное пиво, сваренное по особой технологии без пастеризации. В ноябре на полках магазинов появился квас «Лидский Тёмный» с экстрактом ржаного тёмного солода.
В 2012 завершен первый этап реконструкции завода в рамках первого этапа инвестиций концерна OLVI. В ходе инвестиционной программы был построен и введен в эксплуатацию новый производственный комплекс, включающий в себя отделение брожения, созревания и фильтрации кваса и пива, построена новая компрессорная и новый цех, оборудованный современными производственными линиями KHS и Krones, а также современный транспортно-логистический центр.
2014 год: стратегический инвестор белорусского пивзавода — финский концерн Olvi выкупил ещё 2256 акций ОАО «Лидское пиво». В результате доля Olvi в уставном фонде предприятия составила 94,56 %.
В 2017 году «Лидское Пшеничное светлое» награждено золотой медалью в британском конкурсе «International Beer Challenge 2017».
В 2022 году на территории завода открылся музей пивоварения - Музей лидского бровара. Он разместился в историческом здании пивоварни, запущенной ещё в 1876 году.

## Производство
Доля ОАО «Лидское пиво» в общем объёме производства пива в Белоруссии:
- в 2006 году — 10,3 %.
- в 2007 году — 12,1 %.
- в 2008 году — 13,2 %.
- в 2011 году — 12,8 %
- в 2012 году — 13,8 %
- в 2013 году — 20,5 %[5]
- в 2014 года — 20,9 %[6]
- в 2015 году — 23,3 %[7]

## Продукция
Предприятие выпускает более 20 видов пива. Предприятие также занимается выпуском сокосодержащих напитков «Все витамины», питьевой воды «Aura», энергетических напитков «Dynami:t» и «BoostUp», сидра FIZZ, лимонадов CHIILZ.
Предприятие является белорусским лидером по производству и продаже кваса (торговые марки «Лидский», Crazy Crush).
В 2014 году «Лидское пиво» представило сразу две новинки в категории «крафт»: это пиво «Swiss Black» и «Вечер в Брюгге», созданные по рецептам главного пивовара компании Дмитрия Ничипора.
16 февраля 2015 года предприятие начало разливать новый сорт в линейке — пинта Koronet stout. Особое тёмное пиво сварено в стиле лучших британских сухих стаутов. Обладает особо тёмным цветом, характерным солодовым и карамельным ароматом, приятной горчинкой во вкусе и пышной кремовой пеной.
10 июля 2015 года «Лидское пиво» приступило к производству брендов PepsiCo на собственных мощностях. Компания выпускает бренды Pepsi®, Mirinda®, 7UP® и Mountain Dew .
28 марта 2016 года в линейке Koronet пополнение: ОАО «Лидское пиво» начало розлив и продажу нового сорта пива в британском стиле — Koronet Red Ale.
19 апреля 2016 предприятие представило новый флагманский продукт в юбилейный для компании год — пиво «Лідскае Легенда».
30 мая 2016 года ОАО «Лидское пиво» представило летнюю новинку, пополнив «Коллекцию мастера» новым вкусом авторского пива — «Фрамбуа».
В 2020 году компания обновила титульный пивной бренд.

## Награды
- Брюссель, Monde Selection, серебряная медаль за «Лідскае идеалъ» (2022)[17]
- Диплом I степени республиканского конкурса «Лидеры промышленности Республики Беларусь —2024»[18].